# BijBinnenhofpark
Het BijBinnenhofpark in Den Haag is een parkje van 50 × 50 cm. Dit park, bedacht door Annechien Meier en Gert-Jan Gerlach, bestaat sinds 2016. Ter ere van het vijfjarig jubileum in 2021 is er een minispar van 10 centimeter geplant.